# Coccomyces sichuanensis
Coccomyces sichuanensis är en svampart som beskrevs av Korf & W.Y. Zhuang 1985. Coccomyces sichuanensis ingår i släktet Coccomyces och familjen Rhytismataceae.   Inga underarter finns listade i Catalogue of Life.